# 文室高島
文室 高島（ふんや の たかしま）は、奈良時代の皇族・貴族。始め高島王を称するが文室真人姓を与えられて臣籍降下。大納言・文室大市（大市王）の子。官位は従四位下・下野守

## 経歴
天平感宝元年（749年）従五位下に叙爵。天平勝宝4年（752年）父・大市王ら一族と共に文室真人姓を与えられて臣籍降下する。天平宝字7年（763年）内礼正に任ぜられる。
神護景雲4年（770年）称徳天皇の崩御後間もなく備中守に任ぜられる。宝亀4年（773年）従五位上に叙せられると、のち造宮大輔・内匠頭・宮内大輔と光仁朝後半は京官を歴任する。
天応2年（782年）下野守として再び地方官に転じるが、延暦4年（785年）正五位下、延暦5年（786年）正五位上、延暦9年（790年）従四位下と、桓武朝前半に順調に昇進を果たしている。

## 官歴
『続日本紀』による。
- 天平感宝元年（749年） 4月14日：従五位下
- 天平勝宝4年（752年） 9月22日：臣籍降下（文室真人）
- 天平宝字7年（763年） 正月9日：内礼正
- 神護景雲4年（770年） 8月22日：備中守
- 宝亀4年（773年） 正月7日：従五位上
- 宝亀5年（774年） 3月5日：造宮大輔
- 宝亀8年（777年） 正月25日：内匠頭
- 宝亀10年（779年） 11月28日：宮内大輔
- 天応元年（781年） 12月23日：山作司（光仁上皇崩御）
- 天応2年（782年） 閏正月17日：下野守
- 延暦4年（785年） 正月7日：正五位下
- 延暦5年（786年） 正月7日：正五位上
- 延暦9年（790年） 2月27日：従四位下。閏3月11日：山作司（藤原乙牟漏崩御）